# Wipeout 2097
A Wipeout 2097 (stilizáltan: wipEout 2097, más néven: Wipeout XL) futurisztikus verseny videójáték, a Wipeout sorozat második darabja, melyet a Psygnosis fejlesztett és adott ki 1996-ban. A játék eredendően Playstationre lett fejlesztve, majd 1997-ben kiadták a PC-portját, mely Windows 95-öt és 3D gyorsítóval szerelt videókártyát igényelt. Ugyanebben az évben a Tantalus fejlesztésében, de ugyanúgy a Psygnosis kiadásában jelent meg Sega Saturn konzolra. 1999 novemberében a Blittersoft jóvoltából, a Digital Images fejlesztésében jelent meg az Amiga verzió, mely PowerUP gyorsítókártyákon futott. A Macintosh változatot 2002-ben fejlesztette és adta ki a Virtual Programming Classic Mac OS és Mac OS X operációs rendszerekre.

## Játékmenet
A játék 2097-ben játszódik, mintegy 40 évvel az előző rész, a Wipeout eseményei és 100 évvel a kiadás éve után. Ekkor már nem az F1, hanem a sokkal gyorsabb és küzdelmesebb F5000 AG versenyliga istállói versengenek, amelyeket mamutvállalatok szponzorálnak. Az előző részhez hasonlóan az F5000 versenygépek ebben a részben is antigravitációs elven működnek és a pálya felett lebegve haladnak. Az áttervezett pályák mellett eltérés azonban, hogy fegyvereket is lehet használni, melyekkel nem csak lefullasztani és megállítani, hanem megrongálni és elpusztítani is lehet a versenytársakat. Minden versenygépnek követhető az energiaszintje, mely minden ütközésénél, támadásnál csökken és a teljes lemerülés a gép felrobbanását eredményezi, egy élet elvesztésével egyetemben. Ugyanígy felrobban a versenygép, ha a játékos túl lassan vezet. A legerősebb fegyver a Wipeout 2097-ben debütált Quake Disruptor, mely az összes közelben lévő ellenséges versenygépre halálos rengéshullámot idéz elő, és amely azóta a sorozat névjegyévé vált.
A cél egyszerű, a leggyorsabban és a legügyesebben kell a pályákon célba érni. Az összesen három élet közül akkor is elveszt egyet a játékos, ha nem tud bekerülni az első háromba. Pontok szerzése helyett egyszerűen a továbbjutás a cél. Az összes pálya megnyerése után a játékos bajnoki címet nyer el, mellyel beléphet az első Phantom osztályba és hozzáférhet a Piranha nevű prototípus versenygéphez.